# 舜井
舜井是济南七十二名泉之一。济南历史上以舜井为名的泉水并非只有一处。现在舜井的位置位于历下区舜井街舜园门外，但多个来源皆证实现在的舜井乃是一普通水井，真正的舜井本在其西北不足60米处。

## 历史上的舜井[1]
最初的舜井在千佛山附近，郦道元《水经注》记有:“城南对山，山上有舜祠，下有大穴，谓之舜井。”
第二处舜井见唐代封演《封氏见闻记》:“齐州城东有孤石，平地耸出，俗谓之历山，以北有泉号舜井，东隔小街，又有石井，汲之不绝，云是舜东家之井。”此历山当非千佛山。
第三处舜井位于济南旧城南门附近的舜庙内，“七十二名泉”之舜井实际指的是该泉。欧阳修、苏轼、苏辙、曾巩、元好问等皆在其作品中提到此泉。

## 近现代的舜井
近代的舜井亦位于舜庙内，原来周围有三座庙宇，分别为娥皇女英庙、禹王锁蛟庙和迎祥宫。其中迎祥宫主要是纪念明成祖朱棣的两位治水功臣王景和王武，两人因在济南开通小清河和建设泺口码头而受到百姓纪念。1956年济南市进行了一次名泉普查，之后将舜井从3米见方的范围扩大为20米见方，并将三座庙堂内的石碑移至舜井边上。但此泉在1960年代末修建舜井街小学时被填埋，庙亦被毁。如今的舜井则是因传闻较广且为周围居民生活之所系而有其地位，并无考古价值。